# Amarant (kleurstof)
Amarant (E 123), ook wel azorubin S, acid red 27 en C.I. 16185, is een rode, goed wateroplosbare kleurstof. Het is een azoverbinding. De voornaamste toepassing van de verbinding is als kleurstof in voedingsmiddelen. De rode kleurstof wordt gewonnen uit de bloemen van de Amaranthus.
Amarant wordt voor de kleuring van aperitiefwijnen, sterkedrank en vis gebruikt. Amarant is niet gevoelig voor licht, hitte en het conserveringsmiddel benzoëzuur. Echter, door zuur uit vruchten verliest amarant zijn kleur.

## Voedselveiligheid
Na een Russisch onderzoek in de jaren zeventig dat amarant in verband bracht met kanker, hebben meerdere landen de kleurstof in de ban gedaan. Uit een onderzoek van de Amerikaanse voedselveiligheidsautoriteit bleek dat ratten die een zeer hoge dosis amarant binnenkregen, significant vaker tumoren kregen. Dit is echter niet aangetoond bij een lagere dosis. In de Verenigde Staten en de voormalige Sovjet-Unie is het gebruik van de verbinding verboden, daar het als kankerverwekkend bekendstaat.
In de Europese Unie is amarant een toegestaan voedingsadditief voor gebruik als kleurstof in enkele voedingsmiddelen. De veiligheid van de stof is geëvalueerd door het Wetenschappelijke Voedingscomité (SCF) in 1976, 1979 en 1983 en door de Joint FAO/WHO Expert Committee on Food Additives (JECFA) in 1972, 1975, 1987 en 1984. In 2013 stelde de Europese Autoriteit voor Voedselveiligheid in een onderzoek vast dat Europese burgers niet meer amarant binnenkrijgen dan de aanvaardbare dagelijkse inname.